# Gyromètre
Un gyromètre est un instrument qui mesure une vitesse angulaire. Il est utilisé principalement dans les véhicules (les avions, les bateaux, les sous marins...).
Une centrale inertielle, qui élabore des informations de cap, d'attitude et de position, utilise trois gyromètres et trois accéléromètres.

## Définition
Le gyromètre est un capteur de mouvement. Il fournit une information de vitesse angulaire par rapport à un référentiel inertiel (c'est-à-dire fixe vis-à-vis des étoiles).
En français, on distingue le gyromètre et le gyroscope qui est un capteur de position angulaire. La distinction est parfois subtile car un même appareil peut fonctionner en gyroscope ou gyromètre.

## Principes physiques de mesure gyrométrique

### Gyromètres optiques
La mesure de la vitesse angulaire est une application de l’effet Sagnac. On considère un trajet optique circulaire (rayon R) dans le vide animé d’un mouvement de rotation à la vitesse {\displaystyle \omega }. Après un temps {\displaystyle \Delta t}, le point P est placé à la position P'. Deux rayons laser parcourent le trajet en sens inverse. La différence de chemin optique {\displaystyle \alpha R} pour un sens de rotation donné est alors proche de {\displaystyle {\frac {4\pi R^{2}}{c}}\omega } où c est la vitesse de la lumière. Cette expression s’écrit aussi {\displaystyle {\frac {4S}{c}}\omega } (avec S la surface limitée par le cercle décrit) et se généralise pour toutes les surfaces.

### Gyromètres mécaniques

#### Gyromètres avec éléments rotatifs

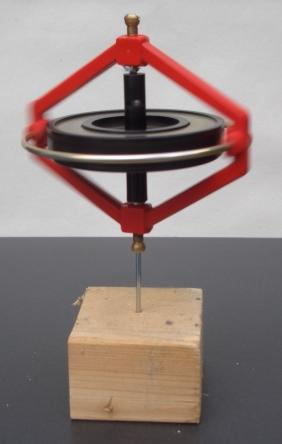
La partie noire du gyroscope est en rotation. Il se crée une inertie qui s’oppose à tout moment de l’axe de rotation.

L’effet gyroscopique peut se comprendre avec une toupie : au lieu de tomber, la toupie reste en équilibre tant qu’elle est en rotation. En principe elle peut rester sur le même axe même si son support est incliné, ainsi l’angle entre la toupie et le support permet de mesurer la rotation du support.
Cet effet, dû à la conservation du moment angulaire permet de construire des instruments de mesure. Ils peuvent fonctionner comme gyroscope ou comme gyromètre.

#### Gyromètres vibrants
Ces gyromètres exploitent des corps vibrant selon un certain mode de vibration (ou direction) et dont la rotation permet d'exciter un autre mode (ou direction) en raison de l'apparition d'un couplage lié à la force de Coriolis. La mesure de l'amplitude de vibration de ce mode parasite permet de remonter à la vitesse angulaire. Ce principe est particulièrement utilisé pour les microsystèmes réalisés par microfabrication.

## Applications
Les gyromètres (ou gyroscopes) sont utilisés :
- pour la stabilisation d’une direction ou d’un référentiel mécanique, par exemple pour la stabilisation d’une caméra, d’une antenne ou d’un viseur infrarouge d’un autodirecteur de missile,
- dans les systèmes de guidage des missiles ou fusées,
- dans les système de pilotage automatique des aéronefs
- en association avec des accéléromètres, pour déterminer la position, la vitesse et l’attitude d’un véhicule (avion, char, bateau, sous-marin, etc.). Dans ce cas, il s’agit d’un équipement appelé centrale à inertie[5].

Ces équipements peuvent être complémentaires avec un GPS sauf dans les applications où celui-ci n’est pas utilisable (sous-marins, satellites).